# 古瓦拉
古瓦拉（Ghuwara），是印度中央邦Chhatarpur县的一个城镇。总人口10813（2001年）。

## 人口
该地2001年总人口10813人，其中男性5754人，女性5059人；0—6岁人口2129人，其中男1131人，女998人；识字率48.36%，其中男性为58.45%，女性为36.88%。